# Riedenburg
Riedenburg là một thị xã ở huyện Kelheim, bang Bayern, Đức. Thị xã này nằm bên sông Altmühl, 16 km (10 mi) về phía tây bắc Kelheim và 29 km (18 mi) về phía đông bắc Ingolstadt.
Bản mẫu:Cities and towns in Kelheim (district)